# Mirko Sandić
Mirko Sandić (in serbo Мирко Сандић?; Belgrado, 9 maggio 1942 – Belgrado, 24 dicembre 2006) è stato un pallanuotista e allenatore di pallanuoto jugoslavo, vincitore di una medaglia d'oro a Città del Messico 1968 ed una d'argento a Tokyo 1964. Con il Partizan e il Mladost vinse cinque edizioni della Coppa dei Campioni e numerosi campionati e coppe nazionali.